# Sanxia (Neu-Taipeh)
Sanxia (chinesisch 三峽區, Pinyin Sānxiá Qū, Pe̍h-ōe-jī Sam-kiap) ist der zweitgrößte Bezirk der Stadt Neu-Taipeh im Norden Taiwans.

## Lage
Sanxia liegt am südwestlichen Rand der Stadt Neu-Taipeh und grenzt im Norden an die Bezirke Yingge, Shulin und Tucheng, im Osten und Südosten an die Bezirke Xindian und Wulai, sowie im Westen und Südwesten an die Stadt Taoyuan. Der Bezirk ist vorwiegend hügelig und wird von den Flüssen Sanxia, Dahan und Hengxi durchflossen.

## Geschichte und Bedeutung
Das Gebiet des heutigen Sanxia wurde im 18. und 19. Jahrhundert von chinesischen Einwanderern entlang der damals noch schiffbaren Flüsse Dahan und Sanxia besiedelt. Da diese beiden sowie auch der Fluss Hengxi in diesem Gebiet entspringen, lautete der ursprüngliche Name des Ortes im Taiwanischen Saⁿ-kak-éng (三角湧; deutsch etwa „Drei Quellen“). Zur Zeit der japanischen Herrschaft über Taiwan erhielt der Ort seinen heutigen Namen. In der japanischen Kolonialzeit erlangte Sanxia durch die Herstellung von Indigo wirtschaftliche Bedeutung.
Heute ist der Bezirk aufgrund seiner traditionellen Gebäude und seiner Naturschönheiten entlang der Flussläufe vor allem von touristischer Bedeutung. In Sanxia liegt zudem die Nationaluniversität Taipeh.

## Sehenswürdigkeiten und Besonderheiten
Eine bedeutende Sehenswürdigkeit Sanxias ist der im Jahr 1769 erbaute, mehrmals restaurierte und mit Skulpturen des Sanxiaer Künstlers Li Meishu geschmückte Zushi-Tempel. Ursprünglich dem buddhistischen Heiligen Qingshui gewidmet, mischen sich in ihm heute buddhistische und daoistische Volksreligion. Ein Höhepunkt des Tempeljahres ist das um die Zeit des Chinesischen Neujahrsfestes stattfindende „Schweine-Opfer“, bei dem ein in einem Wettbewerb ausgewähltes Mastschwein geopfert wird.
An Li Meishu erinnert die Li-Meishu-Galerie, in der Werke des Künstlers ausgestellt sind. Ein weiteres bedeutendes Museum ist das 2005 eröffnete Hakka-Kulturmuseum, das größte Hakka-Museum Taiwans. Ein weiterer Anziehungspunkt für Besucher ist die alte Hauptstraße, die von historischen Gebäuden aus der japanischen Kolonialzeit gesäumt ist.
In Sanxia befindet sich der Haupt-Campus der Nationaluniversität Taipeh.

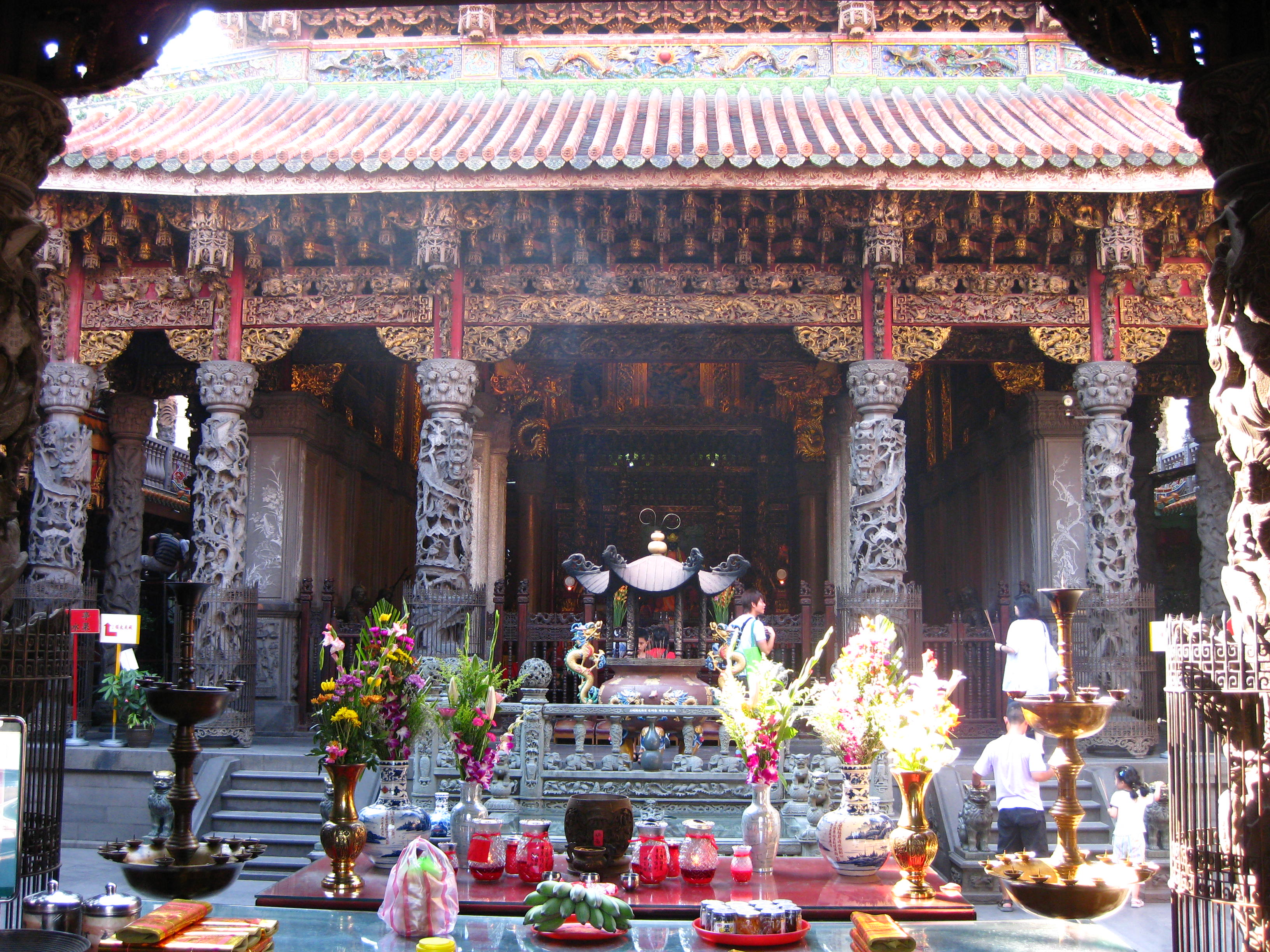
Der Zushi-Tempel
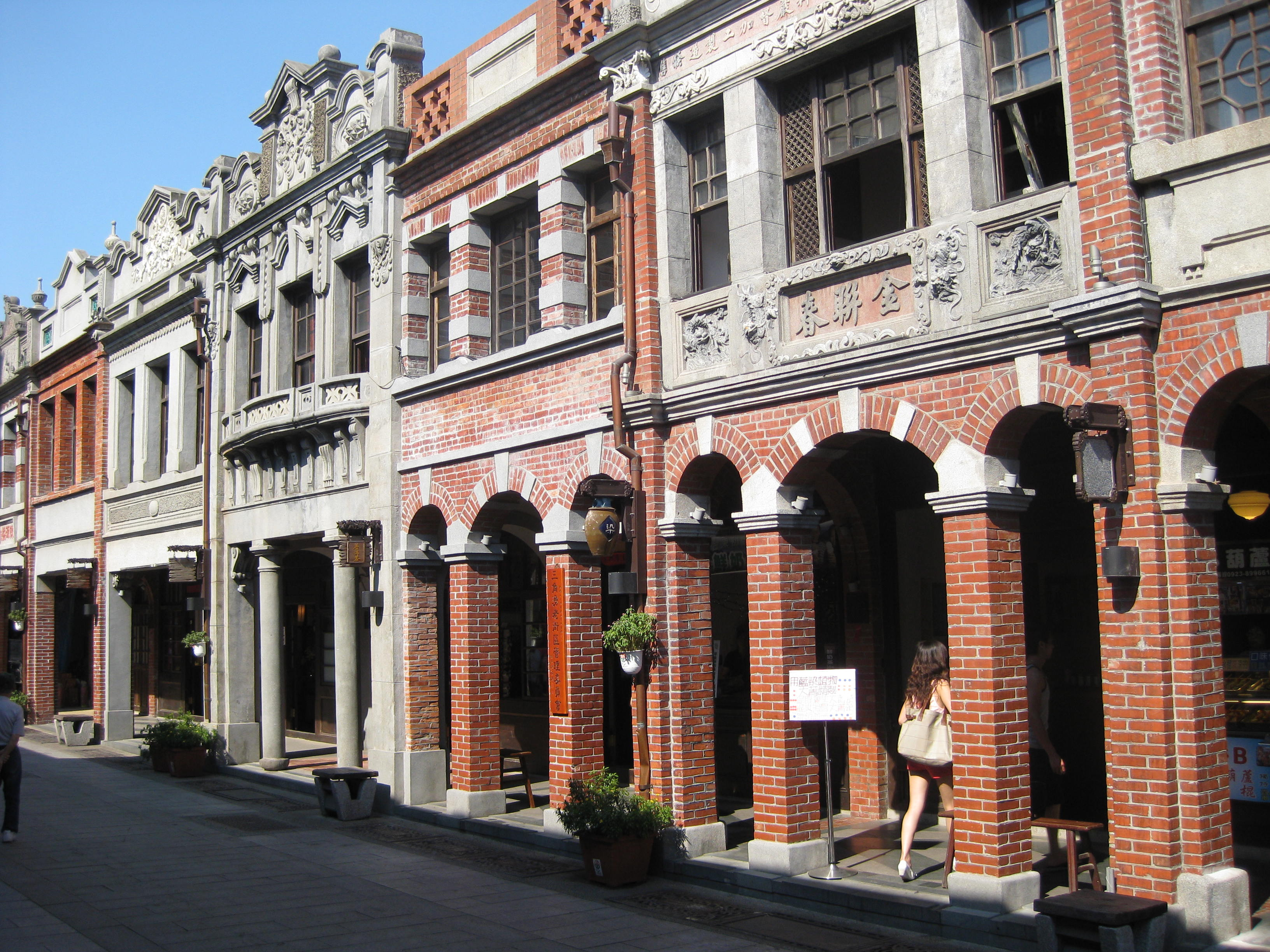
Gebäude aus der japanischen Kolonialzeit
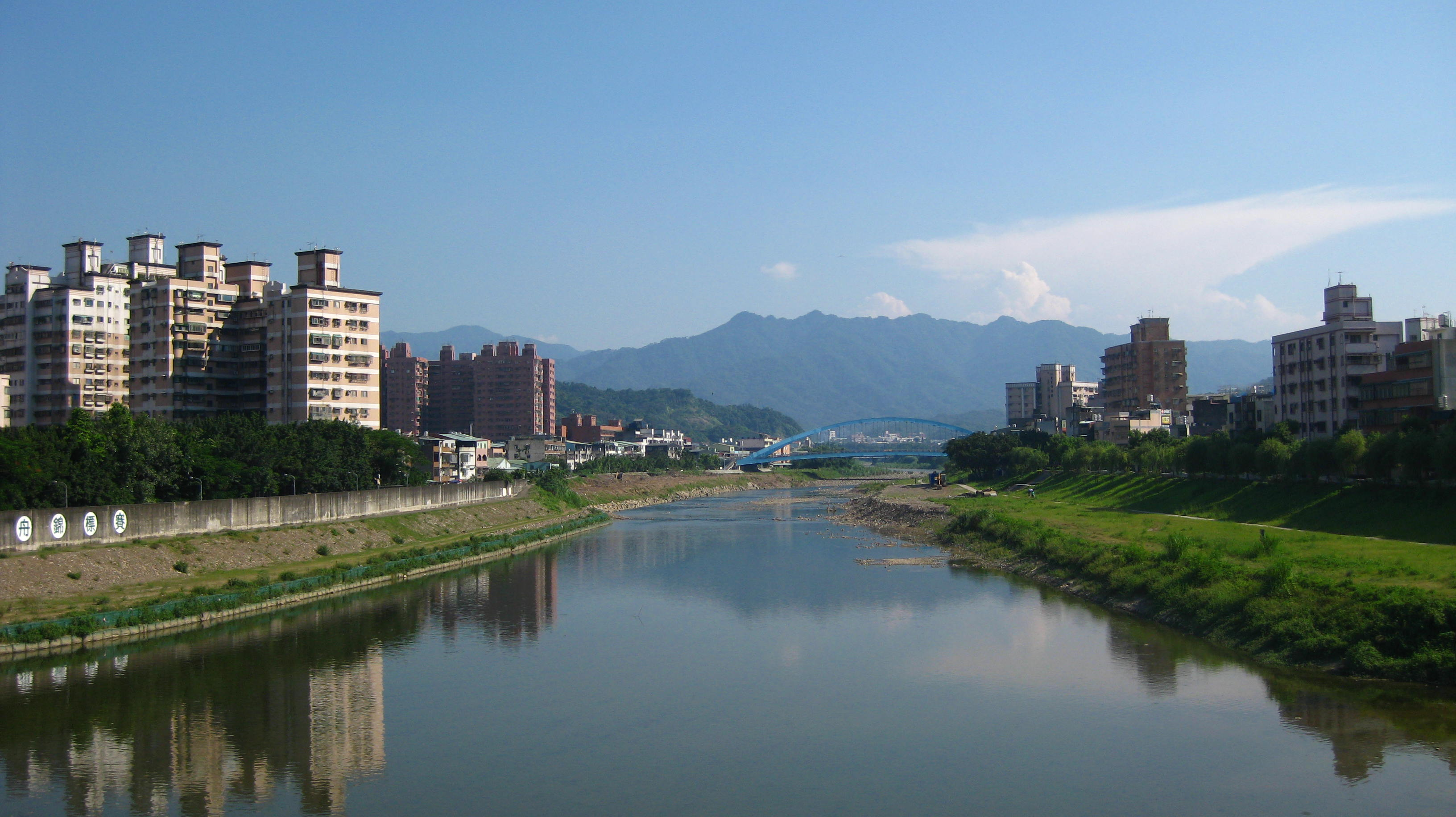
Blick auf den Fluss Sanxia
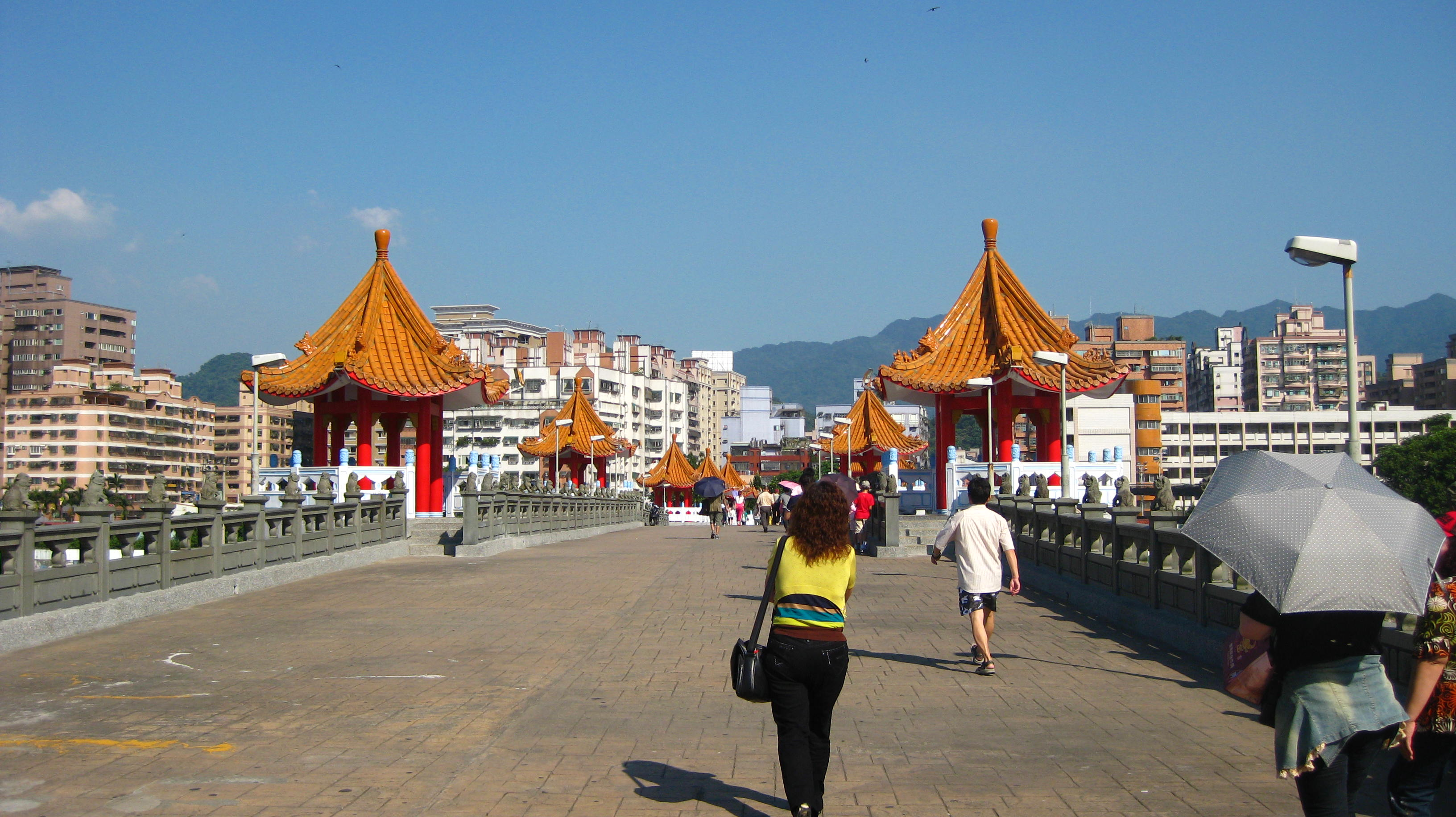
Die Changfu-Brücke über den Fluss
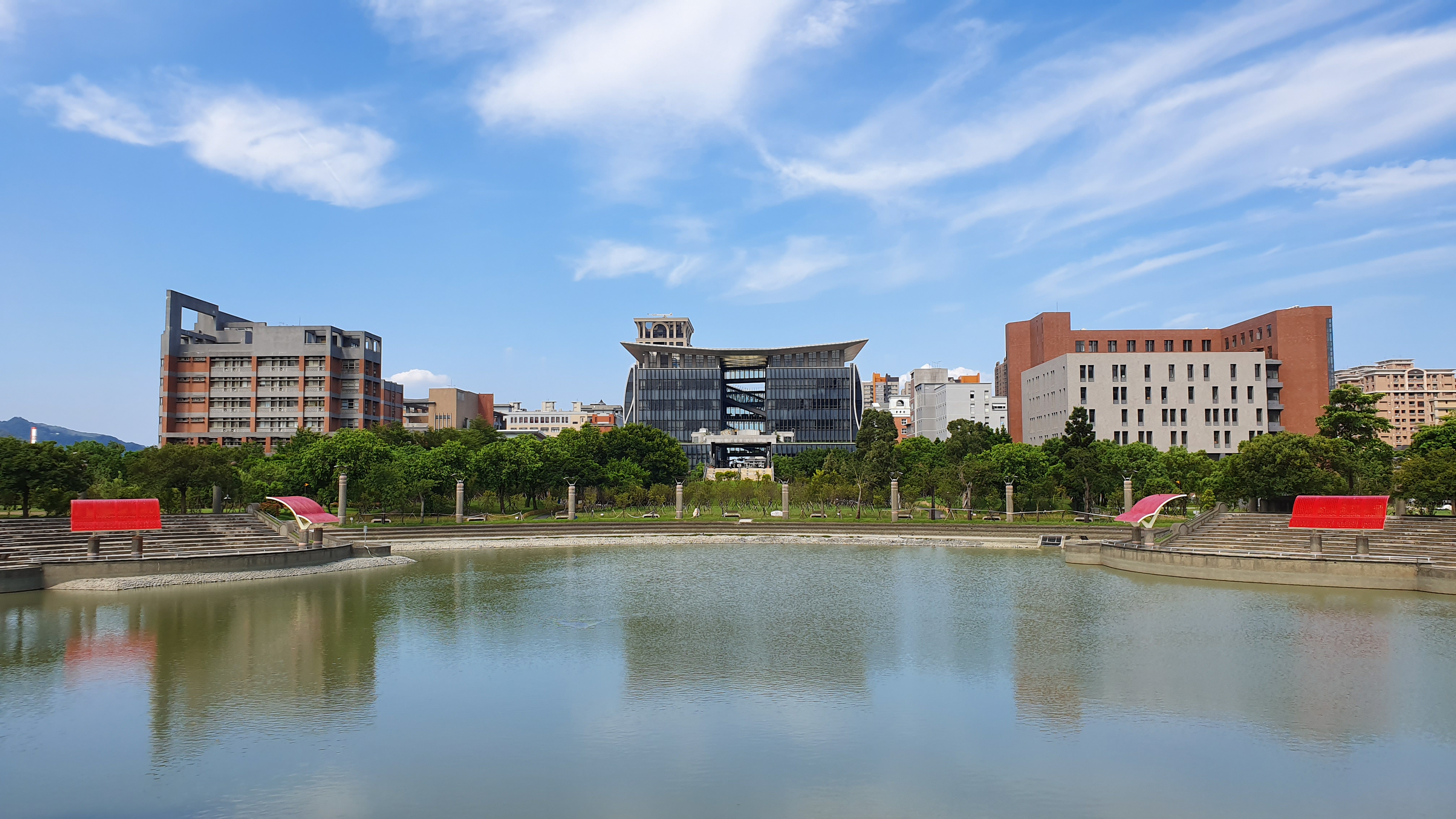
Nationaluniversität Taipeh